# Giovanni Lombardi
Giovanni Lombardi (ur. 20 czerwca 1969 w Pawii) – włoski kolarz torowy i szosowy, brązowy medalista torowych mistrzostw świata.

## Kariera
Pierwszy sukces w karierze Giovanni Lombardi osiągnął w 1987 roku, kiedy wspólnie z kolegami zdobył srebrny medal w drużynowym wyścigu na dochodzenie podczas mistrzostw świata juniorów. Rok później wystąpił na igrzyskach olimpijskich w Seulu, gdzie w wyścigu punktowym rywalizację ukończył na jedenastej pozycji. Na mistrzostwach świata w Lyonie w 1989 roku wspólnie z Markiem Villą, Ivanem Ceriolim i Davidem Solarim zdobył brązowy medal w drużynowym wyścigu na dochodzenie. Swój największy sukces osiągnął jednak na igrzyskach olimpijskich w Barcelonie w 1992 roku, gdzie zwyciężył w wyścigu punktowym, a razem z kolegami był czwarty w drużynowym wyścigu na dochodzenie. Startował także w wyścigach szosowych, wygrywając między innymi Tour de Berlin w 1989 roku.